# Rivière Nicobi
Rivière Nicobi är ett vattendrag i Kanada.   Det ligger i provinsen Québec, i den östra delen av landet, 400 km norr om huvudstaden Ottawa.
I omgivningarna runt Rivière Nicobi växer i huvudsak blandskog. Trakten runt Rivière Nicobi är nära nog obefolkad, med mindre än två invånare per kvadratkilometer.